# Barbara Valmorin
Barbara Valmorin, nom de scène d'Agata Bibolotti, née à Bari le 30 janvier 1939 et morte à Rome le 15 juillet 2019, est une actrice italienne.

## Biographie
À la fin de ses études, Agata Bibolotti s'installe à Paris et obtient en 1961 son diplôme au Conservatoire national supérieur d'art dramatique, où elle débute la même année au théâtre. 
Son nom de scène « Barbara Valmorin » lui a été donné par Luchino Visconti.
En 2002, au Festival du film italien d'Annecy, elle remporte le Prix d'interprétation féminine 
.

## Filmographie partielle
- 1964 : Senza sole né luna de Luciano Ricci
- 1972 : Il bagno d'Ugo Gregoretti
- 1975 : Pasqualino Settebellezze de Lina Wertmüller
- 1990 : L'aria serena dell'ovest de Silvio Soldini
- 1991 : Il caso Martello de Guido Chiesa
- 1992 : Manila Paloma Blanca de Daniele Segre
- 2002 : Vecchie, de Daniele Segre
- 2006 : L'Ami de la famille (L'amico di famiglia) de Paolo Sorrentino
- 2007 : L'ora di punta de Vincenzo Marra
- 2010 : La pecora nera d'Ascanio Celestini
- 2014 : Arance & martello de Diego Bianchi